# Bruno Cornillet
Bruno Cornillet, né le 8 février 1963 à Lamballe, est un coureur cycliste français des années 1980-1990.

## Biographie
Professionnel de 1984 à 1995, il fut équipier de Greg LeMond, et remporta notamment le Grand Prix de Plouay en 1990, le  Circuit de la Sarthe en 1991, et participa à dix Tours de France consécutifs. Devenu pilote de ligne, il travaille depuis 1997 chez Hop!. Il a reçu en janvier 2017 le Trophée de la Reconversion Sportive. Il termine son dernier Tour de France à la 115e et dernière place, en 1995, apparemment sans trop de regrets, déclarant : « Au moins, on n'est pas un coureur anonyme ; on parle un peu de toi. C'est une image qui me plaît bien, puisque, après tout on n'est pas nombreux à finir ce Tour. C'est mieux que de rentrer à la maison, blessé. »

## Palmarès

### Palmarès amateur
- 1980
  -  Champion de France du contre-la-montre par équipes juniors
- 1981 
  -  Champion de France du contre-la-montre par équipes juniors
  - 3e du Circuit du Mené
- 1982
  -  Champion de France du contre-la-montre par équipes
- 1983
  -  Champion de France du contre-la-montre par équipes
  - 1re (contre-la-montre par équipes) et 5e (contre-la-montre) étapes de la Route de France[3]
  - 3e étape des Trois Jours de Cherbourg
  - 3e de Redon-Redon
  - 3e du Chrono des Herbiers 
  - 3e du Duo normand (avec Roland Le Clerc)

### Palmarès professionnel
| - 1984 - Tour de la Communauté valencienne : - Classement général - 1re étape - 3e de Paris-Camembert - 3e des Quatre Jours de Dunkerque - 1985 - 2e étape de Paris-Bourges - 4e étape du Tour de l'Avenir (contre-la-montre par équipes) - 3e du Trophée Luis Puig - 3e du Grand Prix de la ville de Rennes - 7e du Tour de l'Avenir - 1986 - Champion de France de course aux points - 4eb étape de Paris-Nice (contre-la-montre par équipes) - Châteauroux-Limoges - 4e étape du Tour de Romandie - 2ea étape de la Coors Classic - 2e de la Route du Berry - 3e du Tour de Romandie - 3e du Tour d'Armorique - 1987 - 2e étape du Critérium du Dauphiné libéré - 3e étape du Tour de Suède - 2e du Tour du Limousin - 5e de l'Amstel Gold Race - 5e du Critérium du Dauphiné libéré - 7e du Tour de Romandie - 1988 - 2e de Paris-Camembert - 2e du Tour de Suède - 8e de l'Amstel Gold Race | - 1989 - 4e étape de Paris-Nice - 6e étape du Tour de Suède - 2e du Grand Prix de Plouay - 8e de la Wincanton Classic - 9e de Liège-Bastogne-Liège - 9e du Championnat de Zurich - 1990 - 3e étape du Tour du Limousin - Grand Prix de Plouay - 2eb étape du Tour d'Irlande - 2e du Tour du Limousin - 6e du Critérium du Dauphiné libéré - 8e du Tour de Romandie - 1991 - Circuit de la Sarthe : - Classement général - 2e et 4ea (contre-la-montre) étapes - À travers le Morbihan - 4e du Tour de Lombardie - 8e du Tour de Suisse - 1992 - Tour de Vendée - 2e de Paris-Bourges - 2e de la Coupe de France - 3e du Grand Prix d'Isbergues - 10e du Tour d'Italie - 1993 - Paris-Bourges - 7e de la Classique de Saint-Sébastien - 1994 - 2e du Tour du Limousin |  |

## Résultats sur les grands tours

### Tour de France
10 participations
- 1986 : hors délais (18e étape)
- 1987 : 37e
- 1988 : non-partant (11e étape)
- 1989 : 14e
- 1990 : 39e
- 1991 : 54e
- 1992 : non-partant (7e étape)
- 1993 : 48e
- 1994 : abandon (3e étape)
- 1995 : 115e et lanterne rouge

### Tour d'Italie
1 participation
- 1992 : 10e

### Tour d'Espagne
1 participation
- 1995 : abandon (8e étape)